# Danh sách đĩa nhạc của Justin Bieber
Danh sách đĩa nhạc của Justin Bieber, ca sĩ người Canada, bao gồm 5 album phòng thu, 1 đĩa mở rộng, 11 đĩa đơn, 4 đĩa đơn hợp tác và 21 video âm nhạc và những đĩa hợp tác và mở rộng. Ở tuổi 13, tài năng ca hát của Bieber được phát hiện trên Youtube và sau đó cậu được nhận ký hợp đồng với Usher cho Raymond Braun Media Group (RBMG). Đĩa đơn đầu tiên của Bieber, "One Time", được sản xuất bởi Tricky Stewart và The-Dream, đã lọt vào top 20 ở nhiều bảng xếp hạng âm nhạc trên toàn thế giới.
Sản phẩm âm nhạc đầu tiên của Bieber, đĩa mở rộng My World được phát hành vào 17 tháng 11 năm 2009, đã đánh vào nhiều bảng xếp hạng trên toàn thế giới, lọt vào top 5 ở Mĩ, Anh và vị trí thứ 1 ở Canada. Đĩa mở rộng này còn bao gồm đĩa đơn "One Less Lonely Girl" khá thành công, cùng với hai đĩa đơn mở rộng là "Love Me" và "Favorite Girl".
Album phòng thu đầu tiên của Justin Bieber, My World 2.0, được nhanh chóng phát hành vào 23 tháng 3 năm 2010 đã đánh vào bảng xếp hạng âm nhạc của Mĩ và một số quốc gia khác ở vị trí thứ 1, đồng thời lọt vào top 5 ở nhiều quốc gia. Đĩa đơn đầu tiên của album là "Baby", hợp tác với ca sĩ nhạc rap Ludacris đã lọt vào top 10 ở nhiều bảng xếp hạng trên toàn thế giới. Đĩa đơn thứ hai, "Somebody to Love", lọt vào top 10 ở Canada và top 20 ở nhiều quốc gia khác với bản phối khí (remix) hợp tác với Usher. "Never Let You Go" được phát hành như một đĩa đơn mở rộng cho album, trong khi "U Smile" được chọn làm đĩa đơn thứ ba của album.
Năm 2011, Bieber phát hành album remix Never Say Never: The Remixes cùng với đĩa đơn chủ đề "Never Say Never".
Vào tháng 4 năm 2012, chỉ tính riêng ở Mĩ, Bieber đã bán được tổng cộng 8 triệu album.
Under the Mistletoe, album phòng thu thứ hai của Bieber được phát hành vào đầu tháng 11 năm 2011 để mừng mùa Giáng sinh năm đó. Album bao gồm nhiều ca khúc Giáng sinh nổi tiếng được Bieber hát lại, trong đó có "Mistletoe". Album đã lọt vào bảng xếp hạng của Canada ở vị trí thứ 1 và nằm trong top 20 của nhiều quốc gia khác.
Album phòng thu thứ ba của Bieber, Believe được phát hành vào 19 tháng 6 năm 2012. Đĩa đơn đầu tiên của alum này, "Boyfriend", phát hành vào 23 tháng 3 năm 2012, đã đạt vị trí thứ 1 ở Canada, vị trí thứ 2 ở Billboard Hot 100 và lọt vào top 10 ở nhiều bảng xếp hạng trên toàn thế giới.

## Album

### Album phòng thu
| Tựa đề              | Chi tiết album                                                                             | Vị trí xếp hạng cao nhất | Vị trí xếp hạng cao nhất | Vị trí xếp hạng cao nhất | Vị trí xếp hạng cao nhất | Vị trí xếp hạng cao nhất | Vị trí xếp hạng cao nhất | Vị trí xếp hạng cao nhất | Vị trí xếp hạng cao nhất | Vị trí xếp hạng cao nhất | Vị trí xếp hạng cao nhất | Chứng nhận                                                                                               |
| Tựa đề              | Chi tiết album                                                                             | Canada                   | Úc                       | Áo                       | Pháp                     | Đức                      | Ireland                  | New Zealand              | Thụy Sĩ                  | LH Anh                   | Mỹ                       | Chứng nhận                                                                                               |
| ------------------- | ------------------------------------------------------------------------------------------ | ------------------------ | ------------------------ | ------------------------ | ------------------------ | ------------------------ | ------------------------ | ------------------------ | ------------------------ | ------------------------ | ------------------------ | --- |
| My World 2.0[A]     | - Phát hành: 23 tháng 3 năm 2010 - Hãng đĩa: Island, RBMG - Định dạng: CD, tải kỹ thuật số | 1                        | 1                        | 2                        | 4                        | 7                        | 4                        | 1                        | 3                        | 3                        | 1                        | - Canada: 3× Bạch kim - Úc: 2× Bạch kim - New Zealand: Bạch kim - Thuỵ Sĩ: 2× Bạch kim - Mỹ: 3× Bạch kim |
| Under the Mistletoe | - Phát hành: 1 tháng 11 năm 2011 - Hãng đĩa: Island, RBMG - Định dạng: CD, tải kỹ thuật số | 1                        | 6                        | 16                       | 14                       | 16                       | 5                        | 7                        | 18                       | 13                       | 1                        | - Canada: 3× Bạch kim - Úc: Vàng - Mỹ: Bạch kim                                                          |
| Believe             | - Phát hành: 19 tháng 6 năm 2012 - Hãng đĩa: Island, RBMG - Định dạng: CD, tải kỹ thuật số | 1                        | 1                        | 1                        | 3                        | 3                        | 1                        | 1                        | 3                        | 1                        | 1                        | - Úc: Vàng - New Zealand: Vàng - Mỹ: Vàng                                                                |

### Album phối khí
| Tên                          | Chi tiết album                                                                              | Vị trí cao nhất trên bảng xếp hạng | Vị trí cao nhất trên bảng xếp hạng | Vị trí cao nhất trên bảng xếp hạng | Vị trí cao nhất trên bảng xếp hạng | Vị trí cao nhất trên bảng xếp hạng | Vị trí cao nhất trên bảng xếp hạng | Vị trí cao nhất trên bảng xếp hạng |
| Tên                          | Chi tiết album                                                                              | Canada                             | Úc                                 | Pháp                               | Ireland                            | New Zealand                        | Thụy Sĩ                            | LH Anh                             |
| ---------------------------- | ------------------------------------------------------------------------------------------- | ---------------------------------- | ---------------------------------- | ---------------------------------- | ---------------------------------- | ---------------------------------- | ---------------------------------- | ---------------------------------- |
| My Worlds Acoustic           | - Phát hành: 26 tháng 11 năm 2010 - Hãng đĩa: Island, RBMG - Định dạng: CD, tải kĩ thuật số | 4                                  | —                                  | —                                  | —                                  | —                                  | —                                  | —                                  |
| Never Say Never: The Remixes | - Phát hành: 14 tháng 2 năm 2011 - Hãng đĩa: Island, RBMG - Định dạng: CD, tải kĩ thuật số  | 1                                  | 16                                 | 71                                 | 10                                 | 14                                 | 61                                 | 17                                 |

### Đĩa mở rộng
| Tựa đề                                                       | Chi tiết album                                                                              | Vị trí xếp hạng cao nhất | Vị trí xếp hạng cao nhất | Vị trí xếp hạng cao nhất | Vị trí xếp hạng cao nhất | Vị trí xếp hạng cao nhất | Vị trí xếp hạng cao nhất | Vị trí xếp hạng cao nhất | Vị trí xếp hạng cao nhất | Vị trí xếp hạng cao nhất | Vị trí xếp hạng cao nhất | Chứng nhận                                                                |
| Tựa đề                                                       | Chi tiết album                                                                              | Canada                   | Úc                       | Áo                       | Pháp                     | Đức                      | Ireland                  | New Zealand              | Thụy Sĩ                  | LH Anh                   | Mỹ                       | Chứng nhận                                                                |
| ------------------------------------------------------------ | ------------------------------------------------------------------------------------------- | ------------------------ | ------------------------ | ------------------------ | ------------------------ | ------------------------ | ------------------------ | ------------------------ | ------------------------ | ------------------------ | ------------------------ | ------------------------------------------------------------------------- |
| My World[A]                                                  | - Phát hành: 17 tháng 11 năm 2009 - Hãng đĩa: Island, RBMG - Định dạng: CD, tải kỹ thuật số | 1                        | 16                       | 22                       | 2                        | 1                        | 2                        | 3                        | 2                        | 4                        | 5                        | - Canada: 2× Bạch kim - Áo: Bạch kim - LH Anh: 2× Bạch kim - Mỹ: Bạch kim |
| "—" Album không phát hành hoặc không xếp hạng ở quốc gia đó. |                                                                                             |                          |                          |                          |                          |                          |                          |                          |                          |                          |                          |                                                                           |

## Đĩa đơn
| Đĩa đơn                                                        | Năm  | Vị trí xếp hạng cao nhất | Vị trí xếp hạng cao nhất | Vị trí xếp hạng cao nhất | Vị trí xếp hạng cao nhất | Vị trí xếp hạng cao nhất | Vị trí xếp hạng cao nhất | Vị trí xếp hạng cao nhất | Vị trí xếp hạng cao nhất | Vị trí xếp hạng cao nhất | Vị trí xếp hạng cao nhất | Chứng nhận                                                                  | Album                        |
| Đĩa đơn                                                        | Năm  | Canada                   | Úc                       | Áo                       | Pháp                     | Đức                      | Ireland                  | New Zealand              | Thụy Sĩ                  | LH Anh                   | Mỹ                       | Chứng nhận                                                                  | Album                        |
| -------------------------------------------------------------- | ---- | ------------------------ | ------------------------ | ------------------------ | ------------------------ | ------------------------ | ------------------------ | ------------------------ | ------------------------ | ------------------------ | ------------------------ | --------------------------------------------------------------------------- | ---------------------------- |
| "One Time"                                                     | 2009 | 12                       | 23                       | 30                       | 13                       | 14                       | 31                       | 6                        | 66                       | 11                       | 17                       | - Canada: Bạch kim - Úc: Vàng - Mỹ: Bạch kim - New Zealand: Vàng            | My World                     |
| "One Less Lonely Girl"                                         | 2009 | 10                       | 68                       | 54                       | 9                        | 22                       | 9                        | —                        | —                        | 62                       | 16                       | - Mỹ: Bạch kim                                                              | My World                     |
| "Baby" (hợp tác với Ludacris)                                  | 2010 | 3                        | 3                        | 27                       | 1                        | 22                       | 7                        | 4                        | 25                       | 3                        | 5                        | - Úc: 2x Bạch kim - New Zealand: Bạch kim - Mỹ: 3× Bạch kim                 | My World 2.0                 |
| "Eenie Meenie" (song ca với Sean Kingston)                     | 2010 | 14                       | 11                       | 64                       | —                        | 60                       | 12                       | 5                        | 74                       | 9                        | 15                       | - Canada: Vàng - Úc: Bạch kim - New Zealand: Bạch kim - Mỹ: Bạch kim        | My World 2.0                 |
| "Somebody to Love"                                             | 2010 | 10                       | 20                       | 35                       | 17                       | 16                       | 15                       | 12                       | —                        | 33                       | 15                       | - Mỹ: Bạch kim                                                              | My World 2.0                 |
| "U Smile"                                                      | 2010 | 17                       | 65                       | —                        | —                        | —                        | —                        | 30                       | —                        | 98                       | 27                       |                                                                             | My World 2.0                 |
| "Pray"                                                         | 2010 | —                        | 94                       | 63                       | 14                       | 51                       | —                        | 18                       | —                        | 112                      | 61                       |                                                                             | My Worlds: The Collection    |
| "Never Say Never" (hợp tác với Jaden Smith)                    | 2011 | 11                       | 17                       | 31                       | 3                        | —                        | 22                       | 20                       | 38                       | 34                       | 8                        | - Úc: Vàng - New Zealand: Vàng - Mỹ: Bạch kim                               | Never Say Never: The Remixes |
| "Mistletoe"                                                    | 2011 | 9                        | 20                       | 45                       | 32                       | 24                       | 16                       | 11                       | 49                       | 21                       | 11                       | - Úc: Vàng - Canada: Vàng                                                   | Under the Mistletoe          |
| "Boyfriend"                                                    | 2012 | 1                        | 5                        | 34                       | 17                       | 16                       | 9                        | 2                        | 19                       | 2                        | 2                        | - Úc: Bạch kim - Canada: Bạch kim - New Zealand: Bạch kim - Mỹ: 2× Bạch kim | Believe                      |
| "As Long as You Love Me" (hợp tác với Big Sean)                | 2012 | 9                        | 8                        | 63                       | 48                       | 38                       | —                        | 9                        | —                        | 22                       | 6                        | - Úc: Vàng - Canada: Vàng - New Zealand: Vàng                               | Believe                      |
| "Beauty and a Beat" (hợp tác với Nicki Minaj)                  | 2012 | 47                       | —                        | —                        | —                        | —                        | —                        | —                        | —                        | 84                       | 72                       |                                                                             | Believe                      |
| "—" Đĩa đơn không phát hành hoặc không xếp hạng ở quốc gia đó. |      |                          |                          |                          |                          |                          |                          |                          |                          |                          |                          |                                                                             |                              |

### Đĩa đơn hợp tác
| Đĩa đơn                                                        | Năm  | Vị trí xếp hạng cao nhất | Vị trí xếp hạng cao nhất | Vị trí xếp hạng cao nhất | Vị trí xếp hạng cao nhất | Vị trí xếp hạng cao nhất | Vị trí xếp hạng cao nhất | Vị trí xếp hạng cao nhất | Vị trí xếp hạng cao nhất | Vị trí xếp hạng cao nhất | Chứng nhận            | Thuộc album      |
| Đĩa đơn                                                        | Năm  | Canada                   | Úc                       | Áo                       | Pháp                     | Ireland                  | New Zealand              | Thụy Sĩ                  | Anh                      | Mỹ                       | Chứng nhận            | Thuộc album      |
| -------------------------------------------------------------- | ---- | ------------------------ | ------------------------ | ------------------------ | ------------------------ | ------------------------ | ------------------------ | ------------------------ | ------------------------ | ------------------------ | --------------------- | ---------------- |
| "We Are the World 25 for Haiti" (trong USA for Haiti)          | 2010 | 7                        | 18                       | —                        | —                        | 9                        | 8                        | —                        | 50                       | 2                        |                       | Đĩa đơn từ thiện |
| "Wavin' Flag" (với Young Artists for Haiti)                    | 2010 | 1                        | —                        | —                        | —                        | —                        | —                        | —                        | 104                      | —                        | - Canada: 3× Bạch kim | Đĩa đơn từ thiện |
| "Next 2 You" (Chris Brown hợp tác với Justin Bieber)           | 2011 | 32                       | 22                       | 20                       | —                        | 40                       | 16                       | 74                       | 14                       | 26                       | - Úc: Bạch kim        | F.A.M.E.         |
| "Live My Life" (Far East Movement hợp tác với Justin Bieber)   | 2012 | 4                        | 14                       | 44                       | 5                        | 6                        | 15                       | 63                       | 7                        | 21                       | - Úc: Vàng            | Dirty Bass       |
| "—" Đĩa đơn không phát hành hoặc không xếp hạng ở quốc gia đó. |      |                          |                          |                          |                          |                          |                          |                          |                          |                          |                       |                  |

### Đĩa đơn quảng bá
| Năm                                                            | Đĩa đơn                                                                       | Vị trí xếp hạng cao nhất | Vị trí xếp hạng cao nhất | Vị trí xếp hạng cao nhất | Vị trí xếp hạng cao nhất | Vị trí xếp hạng cao nhất | Vị trí xếp hạng cao nhất | Vị trí xếp hạng cao nhất | Vị trí xếp hạng cao nhất | Chứng nhận | Thuộc album         |
| Năm                                                            | Đĩa đơn                                                                       | Canada                   | Úc                       | Áo                       | Pháp                     | Ireland                  | New Zealand              | Anh                      | Mĩ                       | Chứng nhận | Thuộc album         |
| -------------------------------------------------------------- | ----------------------------------------------------------------------------- | ------------------------ | ------------------------ | ------------------------ | ------------------------ | ------------------------ | ------------------------ | ------------------------ | ------------------------ | ---------- | ------------------- |
| 2009                                                           | "Love Me"                                                                     | 12                       | 65                       | —                        | —                        | —                        | —                        | 71                       | 37                       |            | My World            |
| 2009                                                           | "Favorite Girl"                                                               | 15                       | 92                       | —                        | —                        | —                        | —                        | 76                       | 26                       | - Mỹ: Vàng | My World            |
| 2010                                                           | "Never Let You Go"                                                            | 14                       | 67                       | —                        | —                        | —                        | 16                       | 84                       | 21                       |            | My World 2.0        |
| 2011                                                           | "The Christmas Song (Chestnuts Roasting on an Open Fire)" (hợp tác với Usher) | 59                       | 58                       | —                        | —                        | —                        | —                        | 91                       | 58                       |            | Under the Mistletoe |
| 2011                                                           | "All I Want for Christmas Is You (SuperFestive!)" (song ca với Mariah Carey)  | 72                       | —                        | —                        | —                        | —                        | —                        | 170                      | 86                       |            | Under the Mistletoe |
| 2012                                                           | "Die in Your Arms"                                                            | 14                       | 31                       | —                        | 63                       | 28                       | 21                       | 34                       | 17                       |            | Believe             |
| 2012                                                           | "All Around the World" (hợp tác với Ludacris)                                 | 10                       | 34                       | 67                       | 63                       | 31                       | 15                       | 30                       | 22                       |            | Believe             |
| "—" Đĩa đơn không phát hành hoặc không xếp hạng ở quốc gia đó. |                                                                               |                          |                          |                          |                          |                          |                          |                          |                          |            |                     |

### Các bài hát khác
| 2009 | "Down to Earth"                                                | 61  | —  | 149 | 79  | My World                      |
| 2009 | "Bigger"                                                       | 78  | —  | 162 | 94  | My World                      |
| 2009 | "First Dance" (hợp tác với Usher)                              | 88  | —  | 156 | 99  | My World                      |
| 2009 | "Common Denominator"                                           | 72  | —  | 166 | —   | My World                      |
| 2010 | "That Should Be Me"                                            | —   | —  | 179 | 92  | My World 2.0                  |
| 2010 | "Stuck in the Moment"                                          | —   | —  | 151 | 125 | My World 2.0                  |
| 2010 | "Overboard" (hợp tác với Jessica Jarrell)                      | —   | —  | 182 | —   | My World 2.0                  |
| 2010 | "Kiss and Tell"                                                | —   | 78 | —   | —   | My World 2.0                  |
| 2011 | "Born to Be Somebody"                                          | 56  | —  | —   | 74  | Never Say Never – The Remixes |
| 2011 | "Drummer Boy" (hợp tác với Busta Rhymes)                       | 89  | —  | —   | 86  | Under the Mistletoe           |
| 2012 | "Believe"                                                      | 100 | —  | —   | —   | Believe                       |
| 2012 | "Right Here" (hợp tác với Drake)                               | —   | —  | —   | 95  | Believe                       |
| 2012 | "—" Ca khúc không phát hành hoặc không xếp hạng ở quốc gia đó. |     |    |     |     |                               |